# Parco Sibelius
Il parco Sibelius (in finlandese Sibeliuksen puisto) è un parco pubblico ubicato sulla spiaggia di Helsinki nel quartiere di Töölö. È un parco ricco di vegetazione e costellato da piccoli laghetti.
Nel parco è possibile osservare la betulla bianca piantata per il 60º compleanno di Mauno Koivisto e il monumento a Jean Sibelius, famoso compositore finlandese, creata da Eila Hiltunen nel 1967. Inoltre è presente un altro monumento, Ilmatar ja sotka, composto da Aarre Altonen e rappresenta una scena tratta dal Kalevala, celebre poema epico finlandese.
Nel parco è anche presente un minigolf.